# Andrea Roth
Pour les articles homonymes, voir Roth.
Andrea Roth est une actrice canadienne née le 30 septembre 1967 à Woodstock, Ontario, Canada.

## Biographie
Elle commence sa carrière à la télévision en 1988, dans un épisode de la série télévisée Alfred Hitchcock présente.
Elle joue principalement dans des séries télévisées comme Numb3rs, Ringer ou encore Blue Bloods. 
De 2004 à 2011, elle interprète le rôle de Janet Gavin dans la série Rescue Me : Les Héros du 11 septembre.

## Filmographie

### Cinéma
- 1989 : The Jitters : Gang Gal
- 1990 : Princes in Exil : Marlene
- 1991 : Psychic : April Harris
- 1992 : Seedpeople : Heidi Tucker
- 1994 : The Club : Amy
- 1996 : The Sunchaser: l'infirmière en chef
- 1996 : Crossworlds (en) : Laura
- 1997 : Executive Power : Susan Marshall
- 1997 : Red Meat : Nan
- 1998 : Burn
- 1999 : Hidden Agenda : Monika Engelmann
- 2000 : Sous le masque d'un ange (The Stepdaughter) : Susan Heller
- 2000 : Dangerous Attraction : Allison Davis
- 2002 : Sasquatch : la créature de la forêt : Marla Lawson
- 2004 : Highwaymen : La Poursuite infernale (Highwaymen) : Alexandra Farrow
- 2007 : Rogue : L'Ultime Affrontement (War) : Jenny Crawford
- 2008 : The Skeptic : Robin Becket
- 2009 : The Collector : Victoria Chase
- 2009 : Courage : Teresa
- 2015 : Dark Places : Diondra
- 2019 : Goliath : Dianne Walker

### Télévision
- 1988 : Alfred Hitchcock présente (série télévisée) (1 épisode) : Anna
- 1988 : Brigade de nuit (série télévisée) (1 épisode) : Hope
- 1990 :  Vendredi 13 (série télévisée) (1 épisode) : Penny Galen
- 1990 :  Le Voyageur (série télévisée) (1 épisode) : La jeune femme
- 1990-1991 : Mon plus beau secret (série télévisée) (2 épisodes) : Paula / Krista Stemler
- 1992 : Rintintin junior (série télévisée) (1 épisode)
- 1992 : Dangerous Curves (série télévisée) (1 épisode) : Kate Larkin
- 1992 : Parker Lewis ne perd jamais (série télévisée) (1 épisode) : Carly Riordan
- 1992 : The Good Fight (Téléfilm) : Emily Cragin
- 1992-1993 :  E.N.G. (série télévisée) (5 épisodes) : Tessa Vargas
- 1993 : Secret Service (série télévisée) (1 épisode) : Buddro
- 1993 : Force de frappe (série télévisée) (1 épisode) : Heidi
- 1993 :  Arabesque (série télévisée) (1 épisode) : Valerie Hartman
- 1993 : Un privé sous les tropiques (série télévisée) (1 épisode) : Trudy
- 1993 :  Highlander (série télévisée) (1 épisode) : Suzanne Honniger
- 1993-1994 : Le Justicier des ténèbres (série télévisée) (2 épisodes) : Lucy Preston / Sylvaine Rochet
- 1994 : Une Famille à l'épreuve (Téléfilm) : Penny
- 1994 : Dead at 21 (série télévisée) (1 épisode)
- 1994 : La Star aux deux visages (Téléfilm) : Kim Jameson / Kate 'Dominique' Jameson
- 1994 : RoboCop (série télévisée) (23 épisodes) : Diana Powers / NeuroBrain
- 1995 : Les Tourments du destin (Téléfilm) : Eleanor
- 1996 : Au-delà du réel : L'Aventure continue (série télévisée) (1 épisode) : Dr. Dana Elwin
- 1996 : Desert Breeze (Téléfilm)
- 1997 : Divided by Hate (Téléfilm) : Carol Gibbs
- 1997 : Players, les maîtres du jeu (série télévisée) (1 épisode) : Gentrie Maddox
- 1998 : Le Caméléon (série télévisée) (1 épisode) : Gibbs
- 1999 : Nash Bridges (série télévisée) (1 épisode) : Shelby Carter
- 2000 : Bull (série télévisée) (4 épisodes) : Jo Decker
- 2000 : Recherche fiancée pour papa (Téléfilm) : Gina
- 2000 : Diagnostic : Meurtre (série télévisée) (1 épisode) : Kendra Masterson / Beverly Scott
- 2000 : The Fearing Mind (série télévisée) (1 épisode) : Diane Ballard
- 2000 : The Agency (série télévisée) (2 épisodes) : Lisa Fabrizzi
- 2002 : Invasion planète Terre (série télévisée) (1 épisode) : Dr. Sprangler
- 2002 : Nous n'irons plus au bois (Téléfilm) : Sarah Kinmount
- 2003 :  Lucky (série télévisée) (3 épisodes) : Amy
- 2003 :  Miracles (série télévisée) (1 épisode) : Debbie Olson
- 2003-2004  : Les Experts (série télévisée) (3 épisodes) : Officier de police
- 2004 : Les liens du mariage (The Perfect Husband) (Téléfilm) : Beverly Dorian
- 2004 : New York, police judiciaire (série télévisée) (1 épisode) : Marley Emerson
- 2004-2011  : Rescue Me : Les Héros du 11 septembre (série télévisée) (93 épisodes) : Janet Gavin
- 2005 : Les Experts : Miami (série télévisée) (1 épisode) : Molly Edge
- 2005 : À la poursuite de Noël (Chasing Christmas) (Téléfilm)
- 2005 : Un Noël de folie (Crazy for Christmas) (Téléfilm): Shannon McManus-Johnson
- 2006 : The Time Tunnel (Téléfilm): Toni Newman
- 2006 : Issue fatale (Last Exit) (Téléfilm) : Diana Burke
- 2007 : Numb3rs (série télévisée) (1 épisode) : Alex Trowbridge
- 2008 : Esprits criminels (série télévisée) (1 épisode) : Jill Morris
- 2008 : Lost (L'autre femme) (série télévisée) : Harper (femme de Goodwin Stanhope)
- 2008 : Mariée à tout prix (Bridal Fever) (Téléfilm) : Gwen Green
- 2008 : Rescue Me Minisodes (série télévisée) : Janet Gavin
- 2008 : Ma femme, mon ex... et moi! (Téléfilm) : Lynn Bartlett
- 2009 : The Line (série télévisée) (1 épisode) : Nicole Shaw
- 2010 : Blue Bloods (série télévisée) (5 épisodes) : Kelly Davidson
- 2011 : Méfiez-vous des apparences (Commited) (Téléfilm) : Celeste Dupont
- 2011 : New York, section criminelle (série télévisée) (1 épisode) : Avery Cullman
- 2011 : Stay with Me (Téléfilm)
- 2012 : Ringer (série télévisée) (9 épisodes) : Catherine Martin
- 2013 : NCIS : Los Angeles (série télévisée) (1 épisode) : Grace Stevens
- 2013 : Longmire (série télévisée) (1 épisode) : Diane Highsmith
- 2013 : Forever 16 (Téléfilm) : Mac Roth
- 2014 : Rogue (série télévisée) (10 épisodes) : Marlene
- 2014 : Ascension (mini-série) : Dr. Juliet Bryce
- 2015 : Preuve accablante (Téléfilm) : Renée Murphy
- 2015 : Hawaii 5-0 (série télévisée) (1 épisode) : Kiana Thompson
- 2015 : Stalker (série télévisée) (1 épisode) : Elaine
- 2015 : Sarah a disparu (Téléfilm) : Stacey Wilkins
- 2015 : Castle (série télévisée) (1 épisode) : Nancy Underwood
- 2017-2020 : 13 Reasons Why (série télévisée) (7 épisodes) : Noelle Davis
- 2018-2019 : Cloak & Dagger (série télévisée) (14 épisodes) : Melissa Bowen
- 2019 : Escaping the NXIVM Cult: A Mother's Fight to Save Her Daughter (Téléfilm) : Catherine Oxenberg